# رسلان كوربانوف
رسلان كوربانوف هو منافس ألعاب قوى أوزبكستاني، ولد في 10 فبراير 1993 في سمرقند في أوزبكستان.

## وصلات خارجية
- رسلان كوربانوف على موقع الاتحاد الدولي لألعاب القوى (الإنجليزية)
- رسلان كوربانوف على موقع أوليمبيديا (الإنجليزية)